# 노예제 및 대서양 노예 무역 희생자 국제 추모의 날
국제 노예 제도 및 대서양 노예 무역 희생자 추모의 날(International Day of Remembrance of the Victims of Slavery and the Transatlantic Slave Trade)은 매년 3월 25일이며, 2007년 12월 27일 유엔 총회 결의에 의해 선포되었다.
이 결의는 미래 세대들에게 대서양 노예 무역의 원인, 결과, 교훈을 가르치고 인종 차별와 편견의 위험을 전달하기 위한 교육 기관, 시민 사회 그리고 여타 조직들의 프로그램 설립을 촉진하고자 채택되었다.